# 国鉄タキ6350形貨車
国鉄タキ6350形貨車（こくてつタキ6350がたかしゃ）は、かつて日本国有鉄道（国鉄）及び1987年（昭和62年）4月の国鉄分割民営化後は、日本貨物鉄道（JR貨物）に在籍した私有貨車（タンク車）である。

## 概要
本形式は、ペーストサイズ剤専用の25t積タンク車として1966年（昭和41年）5月30日から1974年（昭和49年）9月6日にかけて6ロット7両（コタキ6350 - コタキ6356）が川崎車輛（6両）、三菱重工業（1両）の2社で製作された。
記号番号表記は特殊標記符号「コ」（全長 12 m 以下）を前置し「コタキ」と標記する。
所有者は、星光化学工業（現在のCHEMIPAZ）の1社のみであり、その常備駅は八戸臨海鉄道の北沼駅または信越本線貨物支線の焼島駅である。
本形式の他にペーストサイズ剤を専用種別とする形式には、タキ20300形（6両）があるのみである。
荷役方式は、積込はマンホールから行い、荷卸しは空気加圧を用いた吐出管による下出しである。空気加圧はS字管を装備していた。積荷は常温では粘度が高いため積込の際加熱する必要があったが、荷卸しは際は加熱することなく強制排出である。このため積荷温度低下を防ぐ目的で普通鋼（一般構造用圧延鋼材 SS41、現在のSS400）製のタンク体にグラスウール断熱材を巻き薄鋼板製のキセ（外板）を装備した。
塗色は、黒色であり、全長は10,650mm、全幅は2,496mm、全高は3,850mm、台車中心間距離は6,550mm、実容積は25.0m3、自重は18.0t、換算両数は積車4.5、空車1.8、台車はベッテンドルフ式のTR41C、TR41DS、TR41E-4である。
1987年（昭和62年）4月の国鉄分割民営化時には2両（コタキ6355 - コタキ6356）の車籍がJR貨物に継承されたが、1993年（平成5年）12月に2両とも廃車となり、同時に形式消滅となった。